# Talladega Nights: The Ballad of Ricky Bobby
Talladega Nights: The Ballad of Ricky Bobby är en amerikansk komedifilm från 2007 som handlar om NASCAR-racing. Filmen är regisserad av Adam McKay som även skrev filmmanuset tillsammans med skådespelaren och den före detta Saturday Night Live-medlemmen Will Ferrell. Ferrell, John C. Reilly och Sacha Baron Cohen spelar huvudrollerna i filmen och flera Saturday Night Live-medverkande gör framträdanden genom filmen.

## Handling
Talladega Nights berättar historien om Ricky Bobby (Ferrell), en kille som lever efter mottot "Om du inte är först, så är du sist", ett visdomsord han fick av sin far innan denne lämnade familjen. Ricky Bobby jobbar som mekaniker men blir racingstjärna och amerikansk nationalhjälte efter att hoppat in som ersättare i ett NASCAR-lopp och därefter vunnit en massa tävlingar. Han och hans barndomskompis och lojale vän Cal Naughton, Jr. (Reilly) blir kända som den orädda duon "Shake 'N' Bake", som hjälper varandra att komma etta och tvåa i loppen, Cal alltid som tvåa. En dag träder den franske homosexuelle Formel 1-föraren Jean Girard (Sacha Baron Cohen) in och hotar Ricky Bobbys status som mästarförare.

## Om filmen
Filmen spelades huvudsakligen in i North Carolina och vissa scener spelades in på motorsportsbanan Talladega Superspeedway i Alabama. Racingscenerna spelades in på Charlotte Motor Speedway i North Carolina.
I filmen spelade bland annat NASCAR-förarna Dale Earnhardt Jr., Jamie McMurray samt sportkommentatorerna  Darrell Waltrip, Wally Dallenbach jr och Larry McReynolds cameoroller.
Inför tävlingen på Talladega i maj 2012 lackerades Kurt Busch bil i identiska färger som filmbilen.